# Rhododendron quinquefolium
Rhododendron quinquefolium är en ljungväxtart som beskrevs av James Bisset och S. Moore. Rhododendron quinquefolium ingår i släktet rododendron, och familjen ljungväxter. Utöver nominatformen finns också underarten R. q. speciosum.

## Bildgalleri

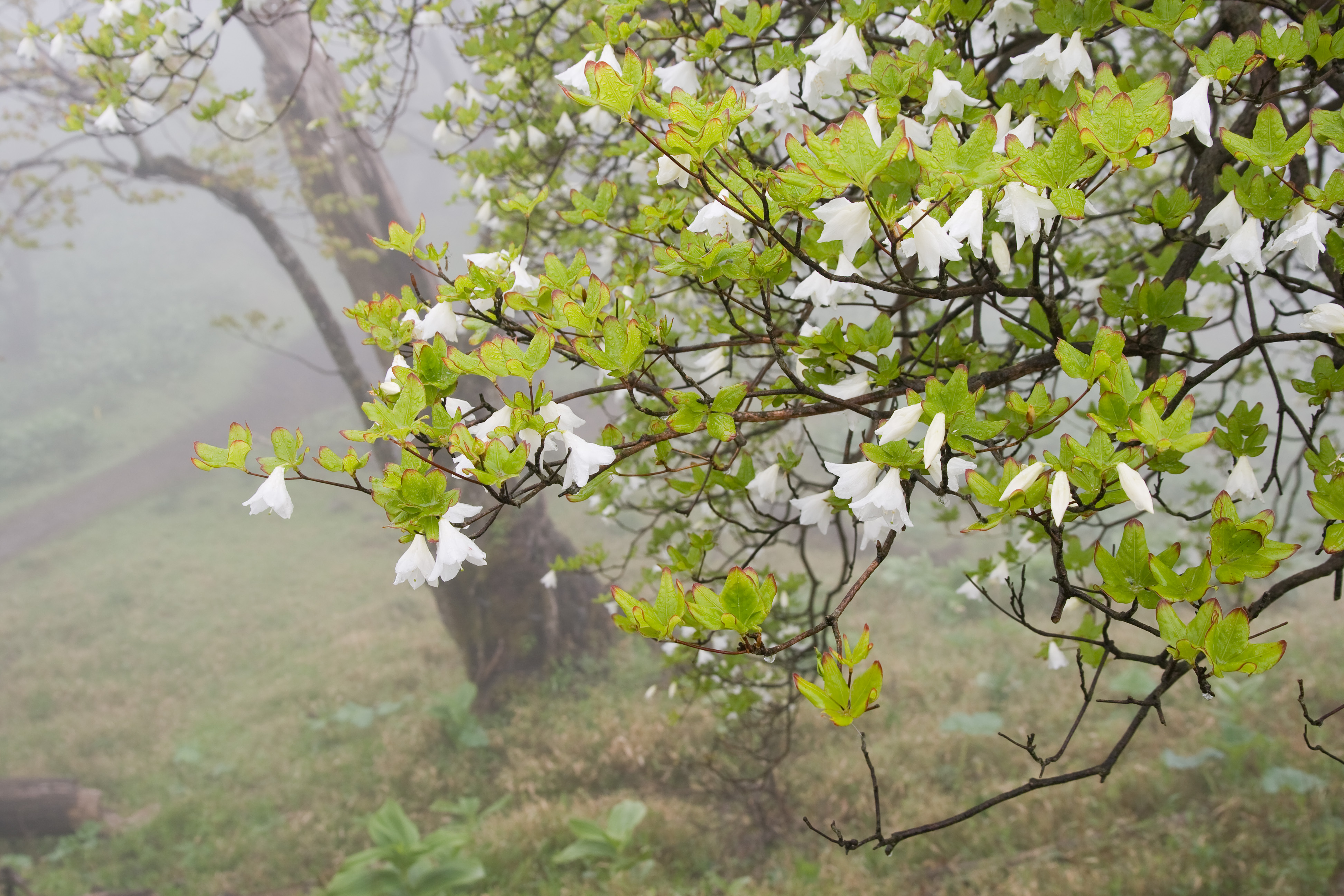
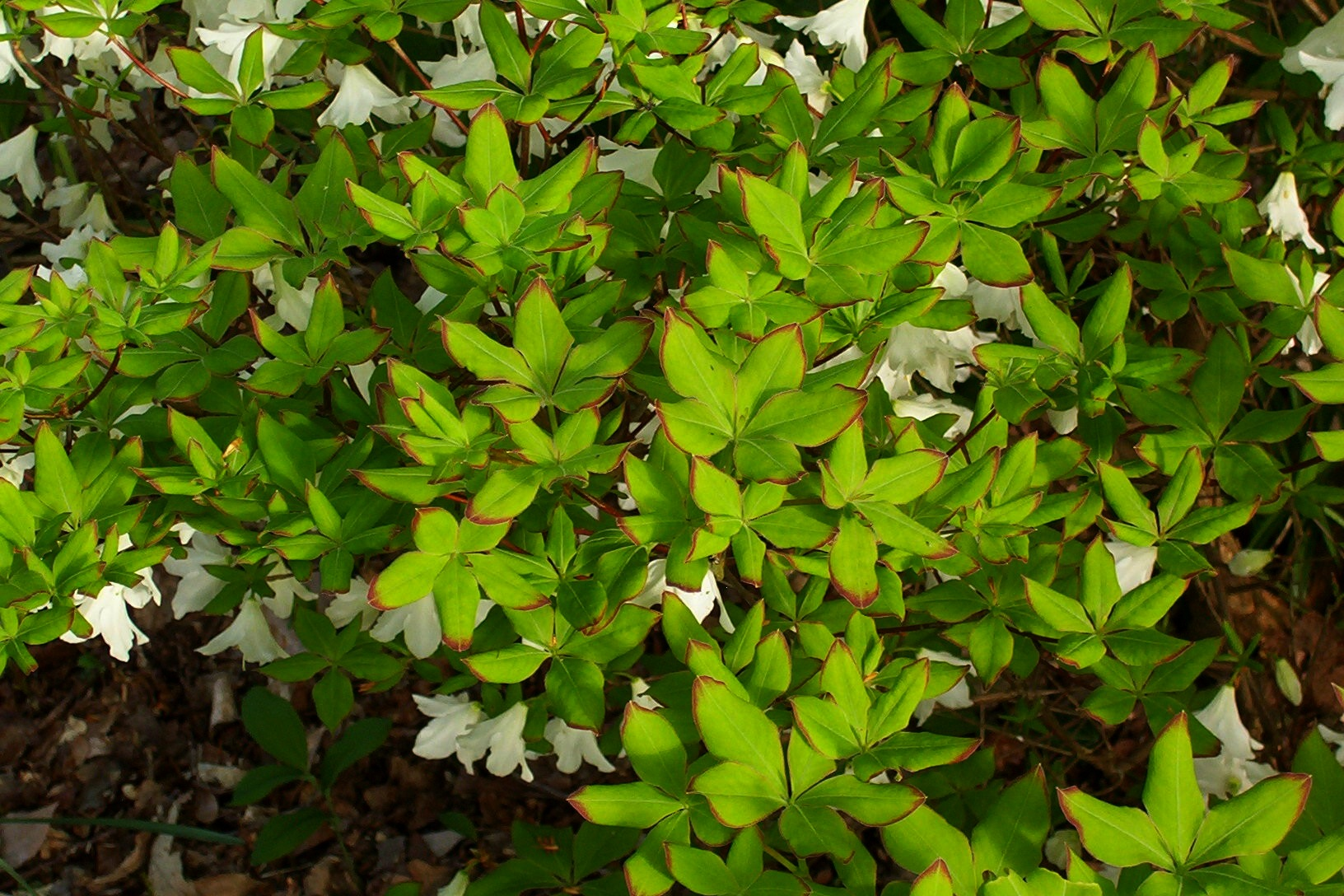
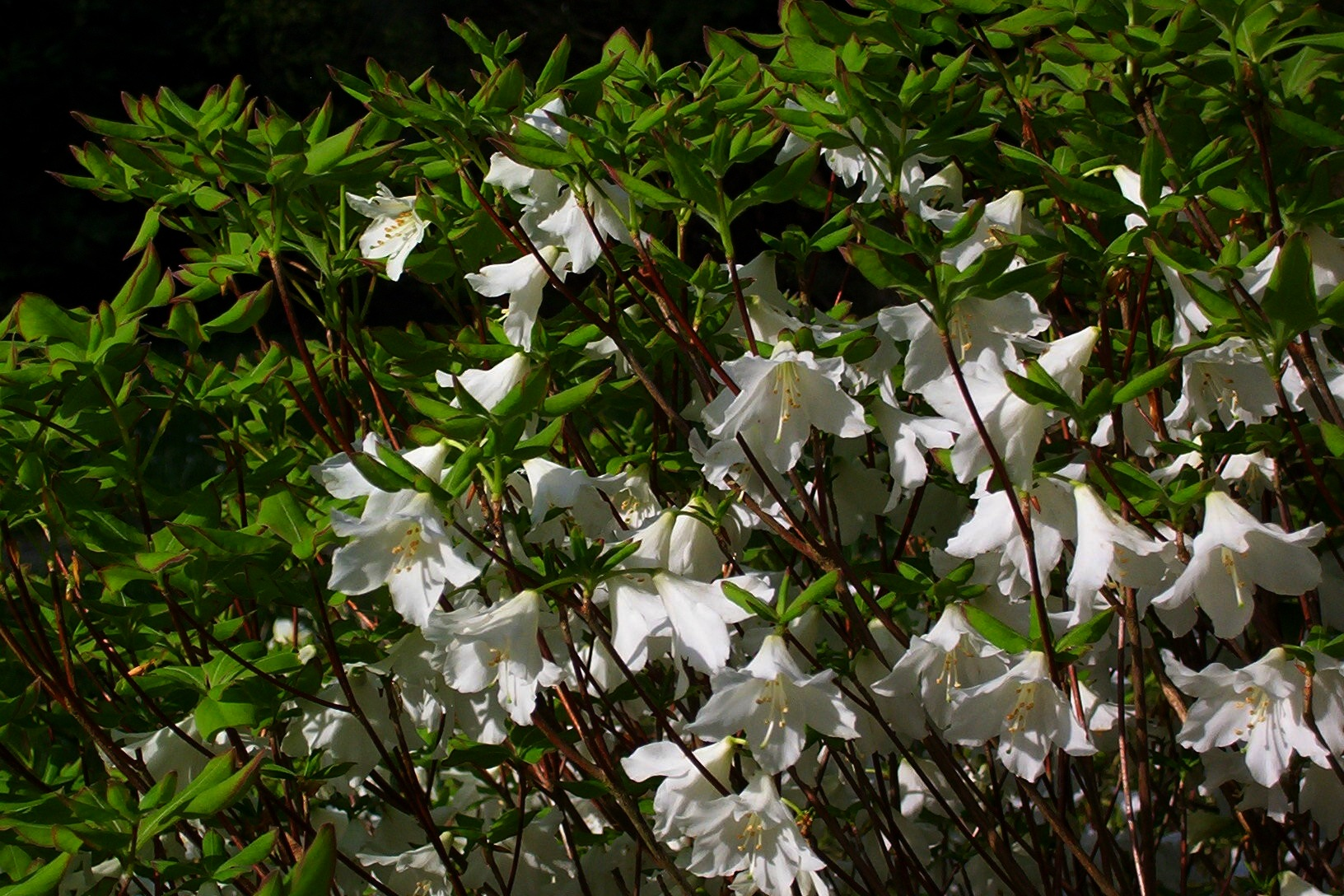
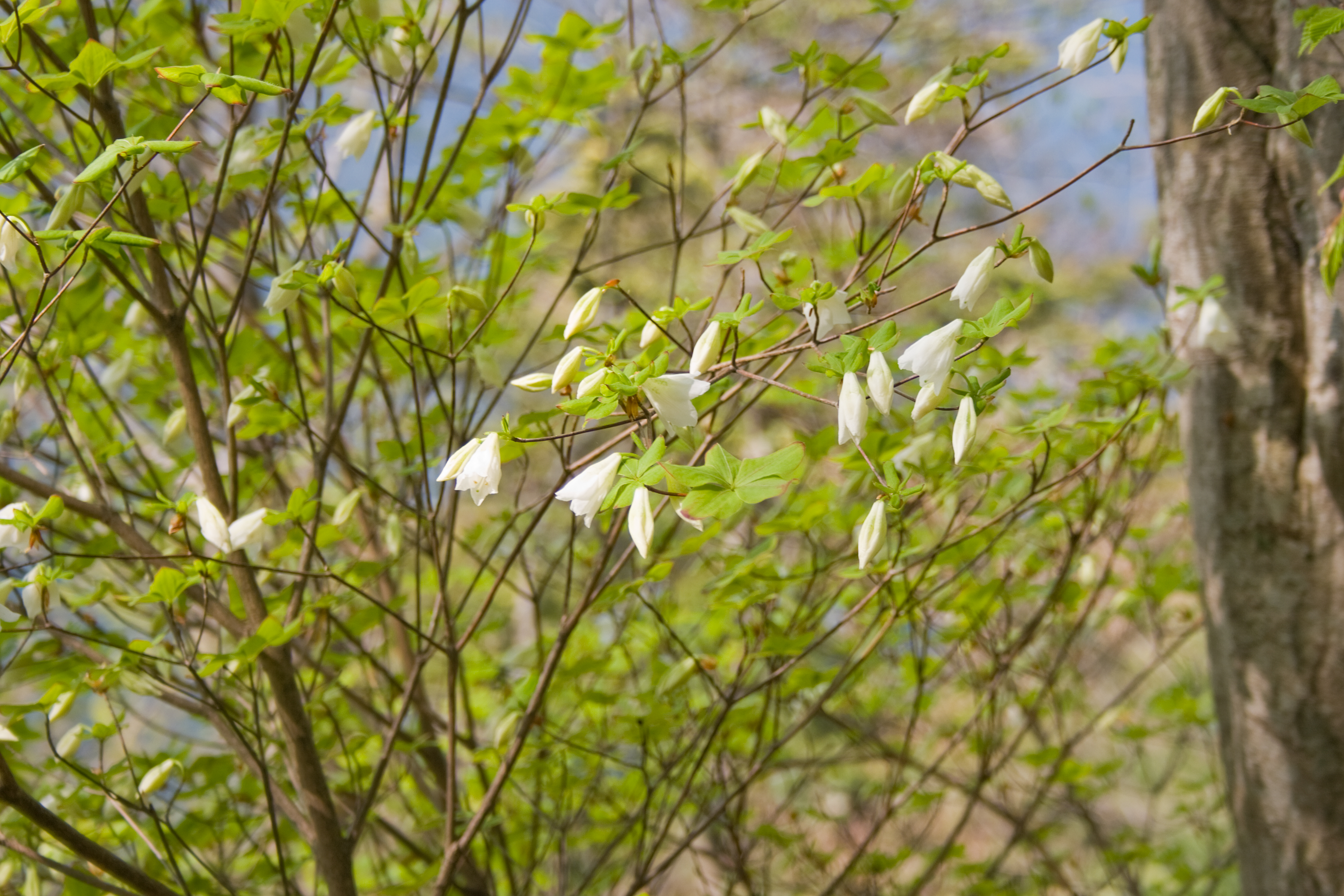
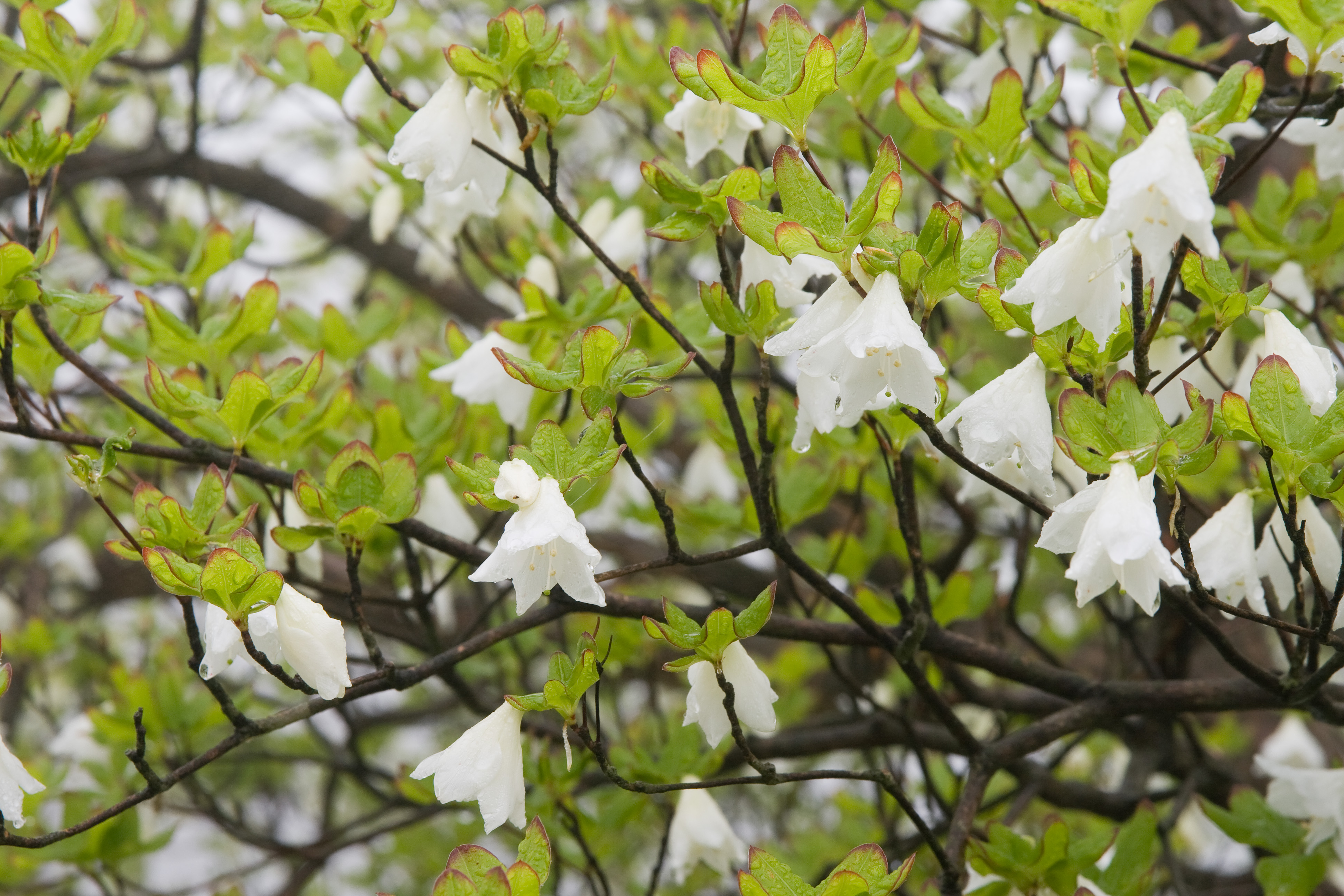
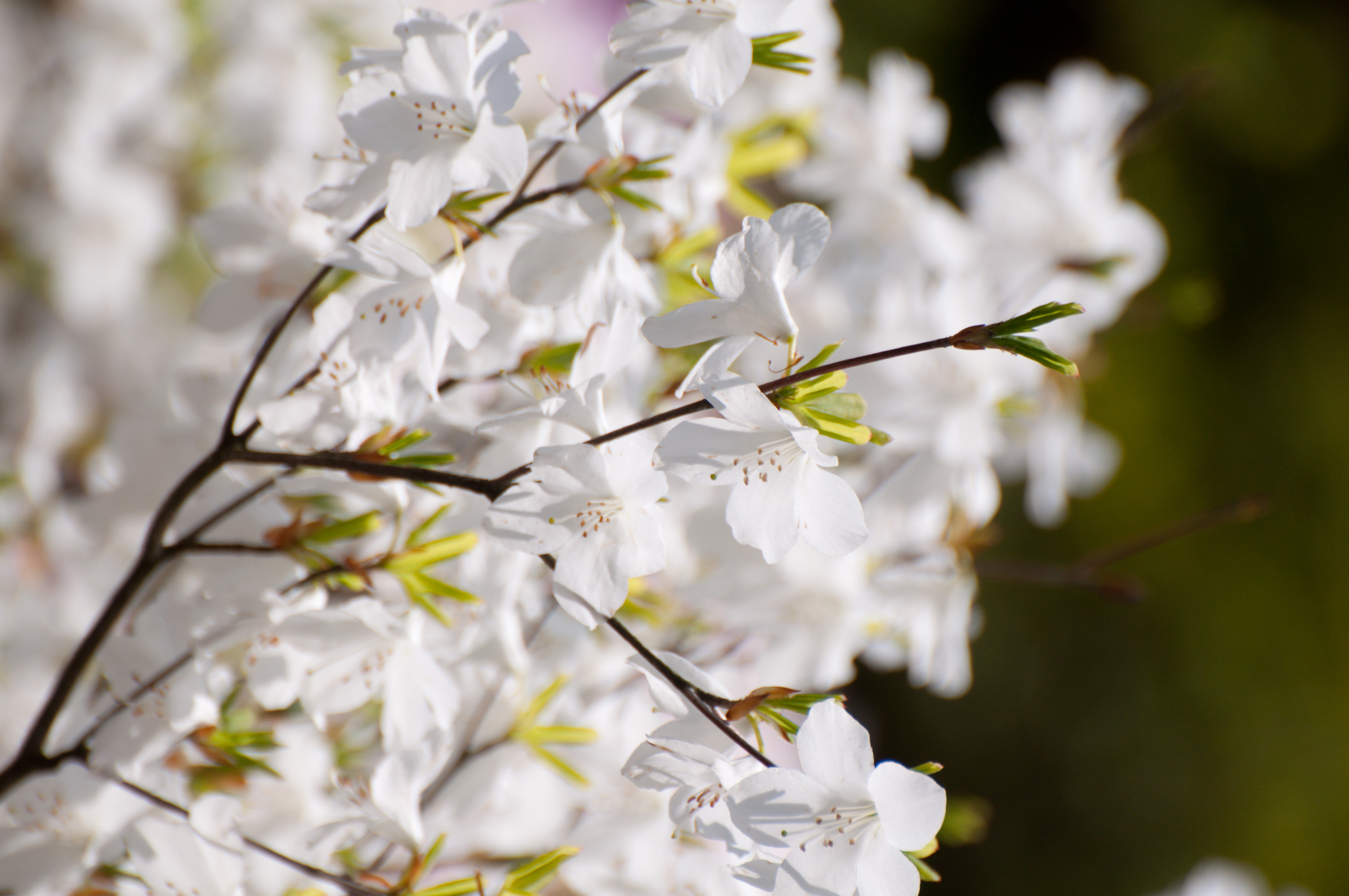